# Stathmodera lineata
Stathmodera lineata là một loài bọ cánh cứng trong họ Cerambycidae.